# エイブラハム・デ・ペイスター
エイブラハム・デ・ペイスター（Abraham de Peyster、1657年7月8日 - 1728年8月3日）は第20代ニューヨーク市長。

## 人生
1657年7月8日、ニューアムステルダムでヨハネス・デ・ペイスター・シニアとコーネリア・Lubberts・デ・ペイスターの息子として誕生した。アムステルダム訪問中の1684年4月5日に従妹のカタリナ・デ・ペイスターと結婚した。
1691年10月にヘンリー・スローター知事により市長に任命された。初期のジェイコブ・ライスラーの支持者であったが、彼の起こしたライスラーの反乱には参加しなかった。彼の提案を通じ、市は貧しい人々に公的支援を提供し始めた。
裕福な商人の家系から、市会議員、陪席裁判官、州裁判所長、王立理事会議長、最高裁長官、ニューヨーク、ニュージャージー州出納官など一生を通し、様々な公職に就いた。また、民兵大佐も務めた。1701年にリチャード・クート知事が死亡し、ジョン・ナンファン副知事の外遊中に、数ヶ月間、代理のニューヨーク植民地知事を務めた。
1699年頃、新市役所の建設の為、自宅の敷地の一部を寄付した。新市役所は後にフェデラル・ホールとなった。
1728年、建設中のミドルオランダ教会の鐘の製造を依頼した。1731年にアムステルダムで完成し、現在"Liberty Bell"(自由の鐘)として知られ、Middle Collegiate教会にある。
兄のヨハネス・デ・ペイスターは1698年-99年まで市長を務め、義兄弟のデイビッド・プロボストが後を継いだ。

## 遺産

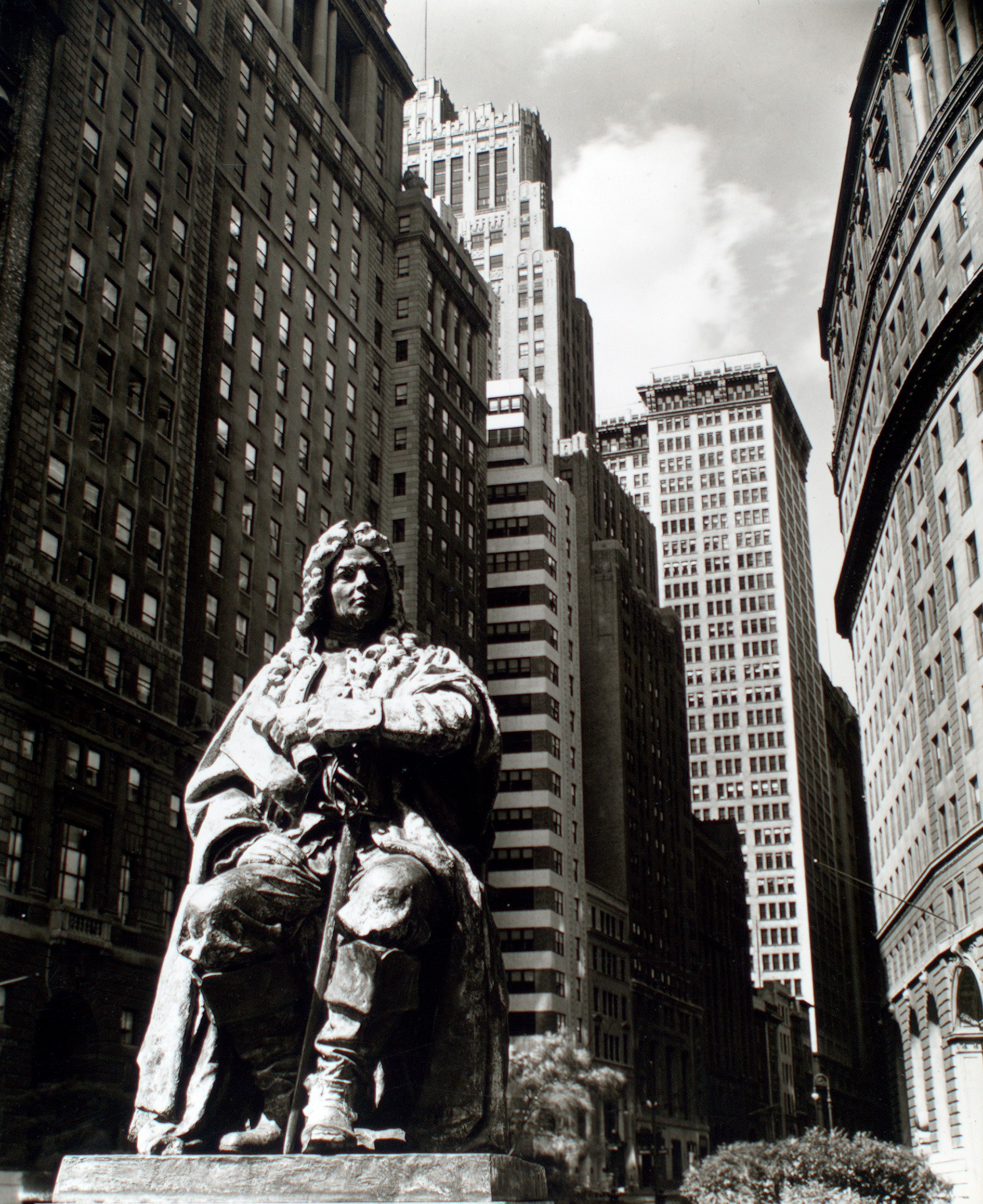
ボウリング・グリーンにあった彼の銅像(1930年代撮影)

1695年に彼が建てた邸宅は、1度ジョージ・ワシントンの本部として使われ、1856年まで残っていた。
曾曾曾孫は、ジョン・ワッツ・ド・ペイスターであり、19世紀後半に祖先の像の作成を依頼した。ジョージ・エドウィン・ビッセルにより、彫られ、当初1890年代後半にマンハッタンのボウリング・グリーンに置かれた。公園や地下鉄の改装により、1972年に撤去を余儀なくされ、1976年から2004年までハノーバー・スクエアに置かれた。2011年9月の時点で、像の保管場所は明確となっていない。
ニューヨークの彫像の複製がジョン・ワッツからランカスター のフランクリン＆マーシャルカレッジに寄贈され、現在ブキャナン通りに配置されている。